# Premio ABS
Premio ABS (АБС-премия, en ruso; ABS - Arkadi y Borís Strugatski) es un premio literario prestigioso de Rusia, creado por El Centro de literatura y libro contemporaneos de San Petersburgo en 1999. El premio ABS es para recompensar cada año una obra de ciencia ficción y una obra de crítica literaria y literatura publicística del año pasado. El premio se otorga el 21 de junio cada año. 
Los galardonados reciben la figurilla La tuerca heptaedra. El fondo del premio cambia cada año según las circunstancias, pero 60% del fondo es concedido para la obra de ciencia ficción y 40 % - para la obra de crítica literaria y literatura publicística. 

## Lista de galardonados con el Premio ABS
Obra de ciencia ficción
- 1999 - Yevgeni Lukin, La zona de justicia (Зона справедливости) (novela)
- 2000 - Sergei Siniakin, Un monje en el extremo del mundo, (Монах на краю земли) (novela corta)
- 2001 - Viacheslav Rybakov, Uno come la fruta ácida y el otro tiene dentera (На чужом пиру) (novela)
- 2002 - Marina y Sergei Dyachenko, El valle de conciencia (Долина совести) (novela)
- 2003 - Mijail Uspenski, Rábano picante blanco en el campo de cáñamo (Белый хрен в конопляном поле) (novela)
- 2004 - Dmitri Bykov, Ortografía (Орфография) (novela)
- 2005 - Yevgeni Lukin, El retrato del hechicero en sus mocedades (Портрет кудесника в юности) (novela)
- 2006 - Dmitri Bykov, El encargado de evacuación (Эвакуатор) (novela)
- 2007 - Dmitri Bykov, Сamino de hierro (ЖД) (novela)
- 2008 - Aleksandr Zhitinski, El soberano de internet (Государь всея Сети) (novela)
- 2009 - Yevgeni Lukin, Seremos tratados (Лечиться будем) (novela corta)
- 2010 - Mijail Uspenski, La máquina del paraíso (Райская машина) (novela)
- 2011 - Viacheslav Rybakov, Ecce, estoy creando (Се, творю)

Obra de crítica literaria y literatura publicística
- 1999 - Vsevolod Revich, La encrucijada de utopias (Перекресток утопий: судьбы фантастики на фоне судеб страны)
- 2000 - Kir Bulychóv, Como llegar a ser escritor de ciencia ficción (Как стать фантастом)
- 2001 - Anatoli Britikov, La literatura rusa de ciencia ficción (Отечественная научно-фантастическая литература)
- 2002 - Andrei Lazarchuk y Piotr Lelik, Golem quiere vivir (Голем хочет жить)
- 2003 - Gennadi Prashkevich, Una pequeña guía de CF (Малый бедекер по НФ)
- 2004 - Kir Bulychóv, La hijastra de la época (Падчерица эпохи)
- 2005 - Alan Kubatiev, El Dante de madera y de bronce (Деревянный и бронзовый Данте, или Ничего не кончилось)
- 2006 - Svetlana Bondarenko, Los Strugatski desconocidos (Неизвестные Стругацкие)
- 2007 - Anton Pervushin, La conquista de Marte. Crónicas marcianas de la época de gran oposición (Завоевание Марса. Марсианские хроники эпохи Великого Противостояния)
- 2008 - Aleksandr Yetoiev, Textualismo (Книгоедство)
- 2009 - Yevgeni Voiskunski, La isla en el océano (Остров в океана)
- 2010 - Nikolai Romanetski, 13 opiniones de nuestro camino (Тринадцать мнений о нашем пути)
- 2011 - Gennadi Prashkevich, Herbert Wells